# 賈名儒 (萬曆進士)
賈名儒（1556年—？），字聘甫，號珍宇，直隸真定府真定縣人，軍籍，明朝政治人物。

## 生平
萬曆七年（1579年）己卯科順天府鄉試第一百二十六名，萬曆十一年（1583年）癸未科會試第二百二十三名，登三甲第一百九十名進士。吏部觀政，本年授山西翼城知縣，十四年調繁本省安邑縣，十七年十月考选河南道御史，十八年儹運监兑，十九年巡视漕运，万历二十年（1592年）正月，李献可偕六科诸臣请豫教皇长子朱常洛被斥，賈名儒特疏力争，被谪边方杂职，本年補懷仁縣典史，丁憂歸。天启初年，赠光禄少卿。

## 家族
曾祖賈隆，封戶部尚書；祖父賈應奎，曾任都司都事；父賈洛，曾任知縣。母趙氏。具庆下。弟贾名輔。